# Valli Ossolane
Il Valli Ossolane è un vino a DOC prodotto in 17 comuni della provincia del Verbano-Cusio-Ossola.

## Tipologie
Il disciplinare prevede quattro tipologie: 
- Valli Ossolane Rosso
- Valli Ossolane Nebbiolo, ottenuto almeno per l'85% da uve Nebbiolo
- Valli Ossolane Nebbiolo Superiore, ottenuto almeno per l'85% da uve Nebbiolo e invecchiato minimo 13 mesi a decorrere dal 1º novembre dell'anno di raccolta delle uve
- Valli Ossolane Bianco.

## Caratteristiche organolettiche
- colore:
- odore:
- sapore: